# Robert J. Bentley
Pour les articles homonymes, voir Bentley.
Ne doit pas être confondu avec Robert Bentley.
Robert Julian Bentley, né le 3 février 1943 à Columbiana (Alabama), est un homme politique américain. Membre du Parti républicain, il est gouverneur de l'Alabama du 17 janvier 2011 au 10 avril 2017.

## Biographie
Né à Columbiana, en Alabama, Robert J. Bentley sert dans l'Armée de l'Air des États-Unis comme médecin généraliste de 1969 à 1975. Il quitte l'armée avec le grade de capitaine. Il a obtenu son doctorat en médecine de l'université de l'Alabama (spécialité dermatologie).
Il est élu à la Chambre des représentants de l'Alabama en 2002 et a accompli deux mandats de 2002 à 2010.
En 2010, le gouverneur Bob Riley ayant décidé de ne pas renouveler son mandat de gouverneur, Bentley se porte candidat. Il quitte alors son cabinet de dermatologie de Tuscaloosa. Se présentant comme un « outsider », Bentley arrive en deuxième position de la primaire républicaine, créant la surprise. Au second tour de la primaire, il bat le favori Bradley Byrne avec 56 % des voix, notamment grâce aux comtés ruraux de l'État. Durant la campagne, il promet notamment de ne pas toucher son salaire de gouverneur tant que le taux de chômage dépasse 5,2 %. Il remporte l'élection générale avec près de 58 % des voix contre 42 % obtenu par son adversaire démocrate Ron Sparks. Il s'agit de la marge la plus large enregistrée pour l'élection d'un républicain au siège de gouverneur de l'État de l'Alabama. Il prête serment comme gouverneur de l'Alabama le 17 janvier 2011.
Durant son premier mandat, le taux de chômage baisse de 9,1 % en janvier 2011 à 6,6 % en septembre 2014. En novembre 2014, Bentley est réélu pour un second mandat avec 63 % des suffrages. Il s'agit d'un nouveau record pour un gouverneur républicain en Alabama.
Pendant plusieurs mois, Bentley est accusé d'entretenir une relation avec l'une de ses collaboratrices. La rumeur s'amplifie après son divorce avec Dianne Bentley, avec laquelle il est marié depuis 50 ans. En mars 2016, il reconnait sa liaison avec Rebekah Caldwell Mason, une femme mariée. Bentley est alors accusé d'avoir intimidé des membres de l'administration pour l'aider à garder secrète sa relation extraconjugale. Face au scandale, une procédure d'impeachment est introduite contre lui, une première depuis un siècle en Alabama. Le 10 avril 2017, il démissionne après un accord avec le procureur pour utilisation personnelle de ses fonds de campagne. La lieutenant-gouverneur Kay Ivey lui succède comme gouverneur de l'Alabama.